# 深呼吸して
「深呼吸して」（しんこきゅうして）は、1986年10月8日にEPIC・ソニーよりリリースされた渡辺満里奈のメジャー・デビュー・シングル。
渡辺満里奈 with おニャン子クラブ名義で発売された。

## 解説
渡辺満里奈は1986年3月27日におニャン子クラブに加入してから僅か半年でのソロ・デビューとなった。
本作は同年2月1日に発売された「バレンタイン・キッス」で、国生さゆりが「withおニャン子クラブ」として後輩メンバーの白石麻子・渡辺美奈代を擁して歌唱したのと同様に、渡辺満里奈も「withおニャン子クラブ」として、レコーディング・メディアでの披露時・ライブ等でバッキング・コーラス&ダンスを務めたおニャン子クラブの後輩メンバー、工藤静香・生稲晃子と共に3人で活動した。
カップリング曲「クリスマスが来るまえに」は渡辺満里奈のソロ楽曲である。
同日発売シングルカセットは渡辺満里奈によるショート・トークが収録されている。

## ディスクジャケット
本作は紙ジャケット・パッケージ。特典として店頭渡しでポスターが付加された。
裏ジャケットには渡辺満里奈、工藤静香、生稲晃子の3人で写っている。

## チャート成績
本作で15歳11ヶ月での首位獲得となり、山口百恵が持つオリコンシングルチャート女性ソロ最年少記録（曲名「冬の色」）を11年9ヶ月ぶりに更新。後藤真希のデビュー・シングル「愛のバカやろう」の発売まで、約14年5ヶ月間、女性ソロ最年少記録を保持した。本作から「夏休みだけのサイドシート」まで4作連続1位を達成した。

## 収録曲
全作詞：秋元康／全編曲：新川博／作曲：山本はるきち（SIDE A）岸正之（SIDE B）

### 7インチ・レコード

#### SIDE A
1. 深呼吸して（歌：渡辺満里奈 with おニャン子クラブ）

#### SIDE B
1. クリスマスが来るまえに（歌：渡辺満里奈）

### シングル・カセット

#### SIDE A（歌入り）
1. 深呼吸して（歌：渡辺満里奈 with おニャン子クラブ）
2. クリスマスが来るまえに（歌：渡辺満里奈）

#### SIDE B（カラオケ）
1. 満里奈のショート・トーキング
2. 深呼吸して（カラオケ）

## 収録作品
CD
- MARINA M-1 Album mix、M-2
- 家宝 Disc.1 M-1
- おニャン子クラブA面コレクション Vol.3 M-1
- おニャン子クラブB面コレクション Vol.3 M-2

## カバーした歌手
- Fairy Tale（浅山美月・菊地奏衣・水野あおい） - 1993年、アルバム「Fairy Tale」に収録。
- 千葉紗子 (橙条瑠妃) - 2008年、アニメ『ロザリオとバンパイアCAPU2』キャラクターソングシングルに収録。
- ハコイリ♡ムスメ - 2015年